# دیگو کاسترو
دیگو کاسترو (انگلیسی: Diego Castro؛ زادهٔ ۲ ژوئیهٔ ۱۹۸۲) بازیکن فوتبال اهل اسپانیا است.
از باشگاه‌هایی که در آن بازی کرده‌است می‌توان به باشگاه فوتبال پرث گلوری، باشگاه فوتبال ختافه، باشگاه فوتبال اسپورتینگ خیخون، و باشگاه فوتبال مالاگا اشاره کرد.